# Piedmont Triad International Airport

i7
i11
i13
Der Piedmont Triad International Airport (IATA: GSO, ICAO: KGSO) ist ein Regionalflughafen im US-Bundesstaat North Carolina und bedient die Städte Greensboro, High Point und Winston-Salem. Er liegt an der westlichen Stadtgrenze von Greensboro auf einer Höhe von 86 m über NN an der Interstate 40. Er wird von der Greensboro-High Point Airport Authority betrieben.

## Flughafenanlagen
Der Piedmont Triad International Airport hat eine Gesamtfläche von 1526 Hektar.

### Start- und Landebahnen
Der Piedmont Triad International Airport verfügt über drei Start- und Landebahnen. Dabei verlaufen zwei Start- und Landebahnen parallel. Die längste Start- und Landebahn trägt die Kennung 05R/23L, ist 3048 Meter und 46 Meter breit. Die parallele Start- und Landebahn 05L/23R ist 2743 Meter lang und 46 Meter breit. Die Querwindbahn 14/32 ist 1945 Meter breit und 46 Meter lang. Alle Start- und Landebahnen sind mit einem Belag aus Asphalt ausgestattet.

### Passagierterminal
Der Piedmont Triad International Airport verfügt über ein Passagierterminal mit zwei Concourses und insgesamt 26 Flugsteigen. Es wurde ursprünglich am 9. Oktober 1982.

#### North Concourse
Im North Concourse gibt es 14 Flugsteige, von denen acht mit Fluggastbrücken ausgestattet sind. Die Flugsteige tragen die Nummern 20 bis 32 und 34. Er wird von Delta Air Lines und United Airlines genutzt.

#### South Concourse
Im South Concourse gibt es zwölf Flugsteige, von denen zehn mit Fluggastbrücken ausgestattet sind. Die Flugsteige tragen die Nummern 40 bis 51. Er wird von Allegiant Air, American Airlines und Spirit Airlines genutzt.

## Flughafeninfos
Der Flughafen dient dem Inlandsflugverkehr, beispielsweise werden Flüge nach Newark, Houston, New York City und Chicago angeboten und bindet die „Triad“ genannte Region via Shuttle an den internationalen Flugverkehr in Charlotte und Atlanta an. Fracht wird dort vor allem durch FedEx, DHL und UPS Airlines umgeschlagen. Der Flughafen verfügt über ein Terminal und drei Landebahnen. Am Flughafen ist der Flugzeughersteller Honda Aircraft Company beheimatet.

## Verkehrszahlen
| Jahr | Fluggastaufkommen | Luftfracht (Tonnen) (mit Luftpost) | Flugbewegungen (mit Militär) |
| ---- | ----------------- | ---------------------------------- | ---------------------------- |
| 2018 |                   | 85.314                             |                              |
| 2017 | 1.751.750         | 75.726                             | 82.711                       |
| 2016 | 1.686.862         | 66.345                             | 78.623                       |
| 2015 | 1.650.056         | 68.991                             | 76.205                       |
| 2014 | 1.666.178         | 74.297                             | 78.022                       |
| 2013 | 1.694.288         | 87.682                             | 82.387                       |
| 2012 | 1.776.087         | 88.466                             | 88.157                       |
| 2011 | 1.777.025         | 86.136                             | 89.847                       |
| 2010 | 1.680.953         | 86.464                             | 90.017                       |
| 2009 | 1.714.424         | 80.833                             | 82.545                       |
| 2008 | 2.212.124         | 69.432                             | 95.103                       |
| 2007 | 2.180.974         | 72.210                             | 107.254                      |

### Verkehrsreichste Strecken
| Rang | Stadt                                 | Passagiere | Fluggesellschaft |
| ---- | ------------------------------------- | ---------- | ---------------- |
| 01   | Atlanta, Georgia                      | 294.240    | Delta            |
| 02   | Charlotte, North Carolina             | 154.520    | American         |
| 03   | New York–LaGuardia, New York          | 089.680    | American, Delta  |
| 04   | Chicago–O’Hare, Illinois              | 073.500    | American, United |
| 05   | Philadelphia, Pennsylvania            | 055.020    | American         |
| 06   | Newark, New Jersey                    | 046.760    | Delta, United    |
| 07   | Dallas/Fort Worth, Texas              | 046.420    | American         |
| 08   | Detroit, Michigan                     | 045.220    | Delta            |
| 09   | Washington–Dulles, Washington, D.C.   | 033.450    | United           |
| 10   | Washington–National, Washington, D.C. | 027.430    | American         |

## Zwischenfälle
- Am 22. Dezember 1996 stürzte eine Douglas DC-8-63F der Airborne Express (N827AX) auf einem Testflug ab. Neben einer Reihe von anderen Manövern sollte ein Strömungsabriss simuliert werden. Dabei erlitt die Maschine einen tatsächlichen Strömungsabriss, aus dem die Besatzung sie nicht mehr abfangen konnte. Die DC-8 schlug bei Narrows, Virginia auf dem Boden auf. Alle sechs Personen an Bord der Maschine starben (siehe auch Airborne-Express-Flug 827).